# Rare
Rare је српски алтернативни рок бенд из Београда, основан 1998. године.

## Историјат

### 1998—2009
Бенд је основан 1998. године од стране Мирка Луковића (вокалиста), Немање Суботића (гитара), Бранислава Радојковића (бас) и Дарка Јаношевића (бубњеви). Након што је бенд 2000. године нагрграђен на Урбан демо фестивалу, добио је прилику да сними свој деби студијски албум.
Деби албум Breathing објављен је од стране издавачких кућа MCM и J.O.S. Virus 2002. године, а продуцирао га је Никола Врањковић. На албуму се нашло шеснаест песама, а за све су снимљени спотови, осим за песму Ја сам тај који чека. Песме садрже текст написан на енглеском језику, а снимљене су у студијима клубова Академија и Витас, у периоду од јула до октобра 2011. године. На песмама су гостовали Драган Крстић Гага, Лазар Чоловић, бивши члан групе Ајзберн Александар Петровић Менглеле, као и Драгољуб Михакловић (клавијатуре, позадински вокал), Бојан Ђорђевић Суид (реп вокал) и Урош Петрковић. Албум садржи елементе хардкор панка, трип хопа и фанка.
Током 2002. године бејд не снимип песму за ТВ серију Миле против транзиције и звучну траку за представу Рефлекције, извођену у Битеф театару. За ТВ серију Миле против транзиције снимили су двадесет пет песама и појавили се као бенд Црни бисери, представљајући истоимени рок бенд из шездесетих година. Наредне године бенд је издао сингл Зрно на цд формату, на којем се такође нашао мултимедијални материјал, односно видео спот за песму и фотографије бенда. Песма Зрно појавила се и у филму Кад порастем бићу кенгур. Током исте године, бенд се појавио на америчком компилацијском албуму MMM Disc, са песмом Only Progression Within.
Године 2004. бивши члан групе Плејбој и бубњар Горан Милошевић постао је нови члан, са којим је бенд снимио други студијски албум Joyz. На албуму се нашло више песама на српском него на енглеском језику. Издала га је Мултимедија рекордс, 10. јуна 2006. године, а продуцирали су га Луковић и Предраг Милановић, док су на њему гостовали Александра Ковач и Драгољуб Марковић (вокали), Жељко Лазић (кларинет), Бобан Стошић (бас), Бојан Ивковић, Срђан Танасковић (клавијатуре), Катарина Милошевић (виолина), Бојан Ивковић (бубањ), Срђан Танасковић (клавијатуре), Пеђа Френклин (перкусија) и Катарина Милошевић и Милош Петровић на виолини.

### 2010—данас
Бенд је наступао као предгрупа Гуано Апесу, 10. априла 2011. године у Београдској арени. У међувремену бенд је започео припреме за снимање трећег студијског албума под називом Kapric и снимио више од четрдесет песама, које је Бранислав Бане Радојковић из групе Nacked, као најзрелије и најкреативније песме бенда до сада.
Бенд је наступао на концерту Смака као предргрупа, 20. јуна 2015. године на Ушћу, на Новом Београду.

## Дискографија

### Студијски албуми
- Breathing (2002)
- Joyz (2006)

### Синглови
- "Zrno" (2003)

### Гостовања на компилацијама
- "Only Progression Within" (MMM Disc; 2003)